# Castillo de Leap
El castillo Leap es un castillo ubicado en la ciudad de Coolderry, en el condado de Offaly de Irlanda, a 6 kilómetros al norte de Roscrea y a 10 km al sur de Kinnitty.

## Historia
Hay varios relatos sobre cuándo se construyó exactamente la torre principal del castillo, que van desde el siglo XIII hasta finales del siglo XV, pero muy probablemente fuese alrededor del año 1250. Fue construido por el clan O'Bannon y originalmente se le llamó Léim Uí Bhanáin. Los O'Bannon eran los jefes secundarios del territorio y estaban sujetos al clan gobernante de los O'Carroll. Hay evidencias de que se construyó en el mismo sitio que otra estructura de piedra antigua, quizás de naturaleza ceremonial, y que esa área ha sido ocupada constantemente desde al menos la Edad del Hierro (500 a. C.) y posiblemente desde el Neolítico.
Los Anales de los cuatro maestros registraron que el conde de Kildare, Gerald FitzGerald, intentó sin éxito apoderarse del castillo en 1513. Tres años después, volvió nuevamente a atacarlo, logrando demolerlo parcialmente. Sin embargo, en 1557 los O'Carroll recuperaron la posesión.
Tras la muerte de Mulrooney O'Carroll en el año 1532, las luchas familiares plagaron al clan O'Carroll. Una feroz rivalidad por el liderazgo estalló dentro de la familia. La amarga lucha por el poder se volvió amarga al ser un combate entre hermanos, uno de los cuales era sacerdote. Mientras celebraba misa para un grupo de su familia (en lo que ahora se llama la "Capilla Sangrienta"), su hermano rival irrumpió en la capilla, le clavó la espada y lo hirió de muerte. El sacerdote asesinado cayó sobre el altar y murió frente a su familia.
En 1659, el castillo pasó por matrimonio a propiedad de la familia Darby, cuyos miembros notables incluían al vicealmirante George Darby, el almirante Sir Henry D'Esterre Darby y John Nelson Darby. Durante el mandato de Jonathan Charles Darby, su esposa Mildred Darby, que era escritora de novelas góticas, llevó a cabo sesiones de espiritismo en el castillo; esto dio lugar a publicitar el castillo sobre sus supuestos fantasmas. La torre del homenaje central se amplió, pero para poder costearlo se aumentó el alquiler y se vendió gran parte del terreno que acompañaba al castillo. Esta es una motivación teorizada para la quema del castillo durante la guerra civil irlandesa en 1922. Después de su destrucción, el dueño del castillo obtuvo una estimación de restablecimiento del castillo por el grupo Beckett & Medcalf, topógrafos en Dublín, que se publicó en septiembre de 1922. El importe de la reclamación neto fue de 22.684,19,1 libras esterlinas, cerca de un 1 millón de euros en 2018. La reclamación se resolvió por una cantidad menor.
En 1974, el castillo fue comprado por el historiador australiano Peter Bartlett, cuya madre había sido una Banon. Bartlett, junto con el constructor Joe Sullivan, llevaron a cabo extensos trabajos de restauración en el castillo hasta el momento de su muerte en 1989. Desde 1991, el castillo es propiedad privada del músico Seán Ryan y su esposa Anne, quienes continúan con el trabajo de restauración.

## Descubrimiento de la mazmorra
Durante la renovación del castillo en la década de 1900, los trabajadores encontraron una mazmorra detrás de una pared en la capilla. En el fondo del pozo había muchos esqueletos humanos amontonados en púas de madera. Cuando se limpió, se necesitaron tres carros para quitar los huesos. Hoy en día, la mazmorra está cubierta para mantener a la gente alejada de ella. Se cree que los O'Carroll dejarían caer a los invitados a través de la trampilla para ser empalados en los picos tres metros más abajo. Un reloj de bolsillo que se encontró al mismo tiempo, que data de mediados del siglo XIX, mostró que también pudo ser usada en tiempos contemporáneos.

## Actividad paranormal
El castillo de Leap llegó a ser famoso por el avistamiento, en varias ocasiones, de un supuesto fantasma de una mujer vestida de rojo, que caminaba por los pasillos del mismo con una daga. También se habló de dos niñas pequeñas llamadas Charlotte y Emily a las que se les podía ver subiendo y bajando una de las escaleras de caracol. La historia previa explicaba que Emily murió después de caer de las almenas en la parte superior de la torre de los castillos, pudiendo verse a Charlotte corriendo detrás de su hermana y llamándola por su nombre. El castillo ha sido visitado por investigadores paranormales de programas como Most Haunted de la cadena Living TV y Scariest Places on Earth de ABC Family.
El castillo está presuntamente perseguido por un siniestro espíritu elemental al que se hace referencia solo como "It" ("eso"). Mildred Darby, propietaria en su momento del castillo, llegó a describir la criatura como del tamaño de una oveja con rostro humano, agujeros negros en lugar de ojos y nariz y que desprendía el olor de un cadáver en descomposición. El castillo se describe a sí mismo como "el castillo más embrujado del mundo".